# Andrea Chénier
Andrea Chénier – opera werystyczna w 4 aktach skomponowana przez włoskiego kompozytora Umberto Giordano, do której libretto napisał Luigi Illica.
Premiera opery miała miejsce w Teatro alla Scala w Mediolanie 28 marca 1896 roku.

## Osoby
- Andrea Chénier – poeta (tenor)
- Gerard – lokaj, potem rewolucjonista (baryton)
- Maddalena de Coigny – córka hrabiny (sopran)
- Bersi – pokojówka Maddaleny (mezzosopran)
- Hrabina de Coigny – matka Maddaleny (mezzosopran)
- Roucher – przyjaciel Cheniera (bas lub baryton)
- Incroyable – szpieg (tenor)

## Fabuła
Akcja toczy się przed wybuchem Wielkiej Rewolucji Francuskiej (akt pierwszy)
i w okresie Terroru (pozostałe akty).
Akt I:
W pałacu hrabiny de Coigny trwają przygotowania do wieczornego przyjęcia. Arystokraci drzemią na krzesłach. Gerard wybucha gniewem na widok starego ojca. Przepowiada arystokracji zagładę. Gerard usługuje Maddalenie, a ta znajduje przyjemność w poniżaniu lokaja. Pojawiają się pierwsi goście. Jest wśród nich poeta Andrea Chenier. Maddalena i Chenier patrzą na siebie jak zaczarowani. Hrabina prosi poetę, by powiedział kilka swoich wierszy, ale Chenier odmawia. Dopiero szyderczy żart Maddaleny skłania go do improwizacji. Mówi w niej o sekretach miłości do ojczyzny i drugiego człowieka, zderza piękno natury z ludzką nędzą, krytykuje nieczułość możnych. Słuchacze są oburzeni. Dla zmiany nastroju Hrabina zaprasza wszystkich do gawota, który przerywa śpiew służących prowadzonych przez Gerarda. Hrabina każe ich wyrzucić, ale Gerard sam zrzuca liberię i wychodzi. Arystokraci wracają do gawota, by w zabawie zapomnienieć o tym wszystkim.
Akt II:
W paryskim rewolucynym kabarecie Chenier czeka na kogoś, w pobliżu kręcą się szpicle - wśród nich Icroyable. Do poety przychodzi jego przyjaciel Roucher i nakłania go do ucieczki, ale Chenier odmawia, bo od pewnego czasu przychodzą do niego anonimowe listy. Dziś ma się spotkać z nieznajomą. Zjawia się Maddalena. Chenier rozpoznaje ją, ale szpieg Icroyable też ją poznaje i idzie zawiadomić Gerarda. Na początku poeta jest nieufny, ale w końcu miłość zwyciężyła pamięć. Nagle wbiega Gerard. Próbuje on zranić Cheniera, ale poecie udaje się przechwycić nóż i poważnie rani Gerarda. Na plac wbiegają rewolucjoniści, chcąc pomścić Gerarda, ale on zapewnia ich, że nie rozpoznał napastnika.
Akt III:
W sali Trybunału Rewolucyjnego sankiulota Mathieu komentuje ostatnie wydarzenia. Do sali wchodzi stara Madelon i oddaje rewolucji swojego najmłodszego wnuka. Incroyable przynosi Gerardowi wiadomość o aresztowaniu Cheniera. Do Gerarda przychodzi Maddalena. Gerard mówi jej o aresztowaniu Cheniera. Maddalena w zamian za życie poety jest gotowa poświęcić siebie.
Rozpoczyna się posiedzenie Trybunału. Sędziowie wywołują skazanych i przy wtórze krzyczącego tłumu wydają pośpiesznie wyroki. Chenier nie przyznaje się do zarzutów. Nagle w obronie Cheniera zjawia się Gerard, jednak sędziowie skazują poetę na śmierć. Maddalena rozpacza.
Akt IV:
W więzieniu Chenier czeka na egzekucję. Odwiedza go Roucher, któremu poeta wręcza ostatni wiersz - o Poezji, tej najwyższej bogini... Po wyjściu przyjaciela, przychodzi Gerard z Maddaleną, która chce umrzeć z ukochanym. Maddalena zamienia się z kobietą w ciąży i dołącza do Cheniera. Po raz ostatni wyznają sobie miłość, niemal krzyczą ze szczęścia. Straż wywołuje nazwiska skazańców. Rozpoczyna się egzekucja.

## Nagrania audio opery Andrea Chénier
| Rok  | Obsada (Andrea Chénier, Maddalena de Coigny, Carlo Gérard) | Dyrygent, opera i orkiestra                                                                           | Wytwórnia płytowa                                                                                         |
| ---- | ---------------------------------------------------------- | --- | --- |
| 1920 | Luigi Lupato, Valentina Bartolomasi, Adolfo Pacini         | Carlo Sabajno, Teatro alla Scala orkiestra i chór, Mediolan                                           | 78rpm: Società Nazionale del Grammofono „La Voce del Padrone” Cat: S 5520-5552 (numery parzyste, 17 płyt) |
| 1929 | Luigi Marini, Lina Bruna Rasa, Carlo Galeffi               | Lorenzo Molajoli, Teatro alla Scala orkiestra i chór, Mediolan                                        | Audio CD: Naxos Records, Cat: 8.110066-67                                                                 |
| 1941 | Beniamino Gigli, Maria Caniglia, Gino Bechi                | Oliviero de Fabritiis, Teatro alla Scala orkiestra i chór, Mediolan                                   | Audio CD: EMI Classics, Cat: 69996                                                                        |
| 1955 | Mario del Monaco, Maria Callas, Aldo Protti                | Antonino Votto, Teatro alla Scala orkiestra i chór, Mediolan (Nagranie live)                          | Audio CD: EMI Classics, Cat: 67913                                                                        |
| 1957 | Mario del Monaco, Renata Tebaldi, Ettore Bastianini        | Gianandrea Gavazzeni, Accademia Nazionale di Santa Cecilia, Rzym, orkiestra i chór                    | Decca, Cat: 425407                                                                                        |
| 1960 | Franco Corelli, Renata Tebaldi, Ettore Bastianini          | Lovro von Matačić, Vienna Philharmonic Orchestra i Chór Vienna State Opera                            | Audio CD: Opera d'Oro, Cat: OPD1303                                                                       |
| 1963 | Franco Corelli, Antonietta Stella, Mario Sereni            | Gabriele Santini, Rome Opera House orkiestra i chór                                                   | Audio CD: EMI Classics, Cat: 58676                                                                        |
| 1976 | Plácido Domingo, Renata Scotto, Sherrill Milnes            | James Levine, National Philharmonic Orchestra i John Alldis Choir                                     | Audio CD: RCA Victor, Cat: 2046                                                                           |
| 1984 | Luciano Pavarotti, Montserrat Caballé, Leo Nucci           | Riccardo Chailly, National Philharmonic Orchestra i Chór Welsh National Opera                         | Audio CD: Decca, Cat: 410117                                                                              |
| 1986 | José Carreras, Éva Marton, Giorgio Zancanaro               | Giuseppe Patanè, Węgierska Orkiestra Narodowa, Chór Węgierskiego RTV, Dziecięcy Chór Węgierskiego RTV | Audio CD: Sony Classical, Cat: 42369                                                                      |
| 1988 | Neil Shicoff, Mara Zampieri, Thomas Allen                  | Giuseppe Sinopoli, Philharmonia Orchestra i Ambrosian Opera Chorus                                    | Audio CD: Deutsche Grammophon, Cat: 413 825-2                                                             |